# Oribatella ichnusae
Oribatella ichnusae är en kvalsterart som beskrevs av Bernini och Avanzati 1983. Oribatella ichnusae ingår i släktet Oribatella och familjen Oribatellidae. Inga underarter finns listade i Catalogue of Life.